# Estate teatrale veronese
L'Estate teatrale veronese è una rassegna di spettacoli di teatro, danza e musica che si tengono ogni estate a Verona, nella millenaria cornice del Teatro Romano. Nata nel 1948 per volontà del comune di Verona per rendere omaggio a William Shakespeare e sottolineare il legame fra il drammaturgo e la città scaligera, presente non solo in Romeo e Giulietta ma anche ne La Bisbetica domata e I due gentiluomini di Verona, Estate Teatrale Veronese si conferma appuntamento imprescindibile nel panorama culturale nazionale. 

## Storia
La prima serata dell'Estate teatrale veronese si tenne la sera del 26 luglio 1948, e tra il pubblico spiccavano personalità come il presidente della repubblica Luigi Einaudi ed il sottosegretario Giulio Andreotti. Alla prima venne rappresentata la tragedia di Romeo e Giulietta.
La versione della tragedia era quella di Salvatore Quasimodo, e gli interpreti di quella prima serata furono Edda Albertini nel ruolo di Giulietta, Giorgio De Lullo per Romeo, Gianni Santuccio per Tebaldo e Renzo Ricci nel ruolo di Mercuzio. Con un ruolo secondario era presente anche un giovane Nino Manfredi.
Era un periodo questo, il dopoguerra, dove si cercava di attirare turisti e di rendere la città una meta culturale e artistica d'eccellenza, per cui alla ripresa del festival lirico areniano si cercò di affiancare, con successo, questa manifestazione, allestendola in una struttura che potesse fare concorrenza all'Arena: il teatro romano.
L'Estate teatrale è diventata velocemente famosa in tutto il mondo, e dal 1955 si cominciarono a rappresentare anche le commedie di Carlo Goldoni per aumentare la fascia di pubblico.
Dagli anni sessanta si cominciarono ad esibire famose compagnie di danza, e negli anni settanta iniziarono le serate jazz, con personalità famose come Miles Davis,
Ella Fitzgerald, Duke Ellington, Ornette Coleman e Keith Jarret.
Nel 2013 entra a far parte della programmazione dell'Estate Teatrale Veronese il Festival Rumors - Illazioni vocali con personalità famose come Tony Bennett, Patti Smith, Rufus Wainwright, Steven Wilson. Oggi sono parte del cartellone anche Verona Jazz e Venerazioni, rassegna dedicata all'universo femminile.
La maggior parte degli spettacoli dell'Estate Teatrale Veronese sono andati in scena al Teatro Romano. Negli anni sono però stati proposti spettacoli anche al Giardino Giusti,  in piazza dei Signori, nel cortile di Castelvecchio e nel chiostro di San Zeno. Nel 2019 termina la lunga direzione artistica di Gian Paolo Savorelli, iniziata sul finire degli Settanta. 
Dal 2020 il direttore artistico è Carlo Mangolini.

## Eventi
Teatro, musica e danza. Cuore degli spettacoli di prosa è il Festival Shakespeariano. Una tradizione che a Verona si rinnova dal 1948. Romeo e Giulietta, Sogno di una notte di mezza estate, Riccardo III, Macbeth, sono solo alcune delle opere del Bardo che, nel corso degli anni, sono state portate in scena. Con un filo diretto che collega Verona a Stratford upon Avon e al Globe Theatre.   
La sezione dedicata alla danza ospita, da sempre, compagnie da tutto il mondo. Contemporanea, tango, classica, così come grandi performance di acrobati, sul palcoscenico del Teatro Romano sono state ospitate coreografie di tutti i generi. La danza a 360 gradi.    
La musica prevede tre sezioni:   
- Verona Jazz, la cui storia è scandita da una straordinaria moltitudine di personalità rilevanti e dissimili abbracciate dallo stesso linguaggio che si rinnova e si arricchisce per accogliere dentro di sé nuove immagini;

- Rumors - illazioni vocali, la cui curatrice è Elisabetta Fadini, dedicato alla voce, alla vocalità e alle avanguardie artistiche. Punto focale del Festival è sempre stato l'unicità degli eventi, da ricordare il primo concerto italiano di Tony Bennett da solista con la consegna di riconoscimento da parte del console americano in Italia, Rumors consegna il primo premio istituzionale italiano a Patti Smith, negli anni artisti come Ute Lemper, Emanuele Salce, Vinicio Capossela con la prima dello spettacolo "Carnevale degli animali", Anna Calvi, Rufus Wainwright , Rag' n Bone Man che con il brano Human ha vinto 10 dischi di platino, la cantautrice Noa, il grande concerto di Steven Wilson.

- Venerazioni, organizzato da Box Office Live per esaltare la creatività femminile, in equilibrio fra la vicinanza ai temi dell’universo femminile e la capacità di emozionare il pubblico. Il titolo si riferisce al pianeta del nostro sistema solare che da sempre simboleggia l’energia femminile.

## Artisti famosi
All'Estate teatrale veronese hanno partecipato molti artisti di grande fama, tra cui:
- Nino Manfredi
- Franco Zeffirelli
- Gigi Proietti
- Peter Brook
- Giorgio Albertazzi
- Vittorio Gassman
- Renzo Ricci
- Giancarlo Giannini
- Isabelle Huppert
- Paola Borboni
- Mariangela Melato
- Lino Patruno
- Alessandro Preziosi
- Michele Placido
- Vittorio Caprioli
- Paolo Rossi
- Claudio Bisio
- Sergio Rubini
- Isabella Ferrari